# Narraga partitaria
Narraga partitaria là một loài bướm đêm trong họ Geometridae.